# Kuszlów
Kuszlów (prononciation : [ˈkuʂluf]) est un village polonais de la gmina de Policzna dans le powiat de Zwoleń de la voïvodie de Mazovie dans le centre-est de la Pologne.
Il se situe à environ 12 kilomètres au nord-est de Zwoleń (siège du powiat) et 103 kilomètres au sud-est de Varsovie (capitale de la Pologne).
Le village compte approximativement 80 habitants en 2006.

## Histoire
De 1975 à 1998, le village appartenait administrativement à la voïvodie de Radom.